# Heckler & Koch GMG
O GMG (Granatmaschinengewehr ou "metralhadora de granadas") é um lança-granada automático desenvolvido pela Heckler & Koch para o Exército Alemão. Também é frequentemente referido como GMW ou GraMaWa (Granatmaschinenwaffe).

## Detalhes do projeto
O GMG dispara granadas de 40 mm a uma cadência de cerca de 340 tiros por minuto. É alimentado por fita e pode ser carregado de qualquer lado, facilitando a montagem na maioria das plataformas. Com uma variedade de miras diurnas e noturnas disponíveis, o GMG pode ser usado na maioria das situações de apoio de infantaria de médio alcance.
A arma tem 1,09 m de comprimento e cano estriado de 415 mm; a caixa de munição tem dimensões de 470 × 160 × 250 mm. A arma funciona com base no blowback operado por recuo. Pesa 29 kg; o tripé pesa 11 kg adicionais.

## Teste e operação
O HK GMG foi testado no deserto de Yuma, no Arizona, em 1997, para competir por futuros contratos nos Estados Unidos.

## Operadores

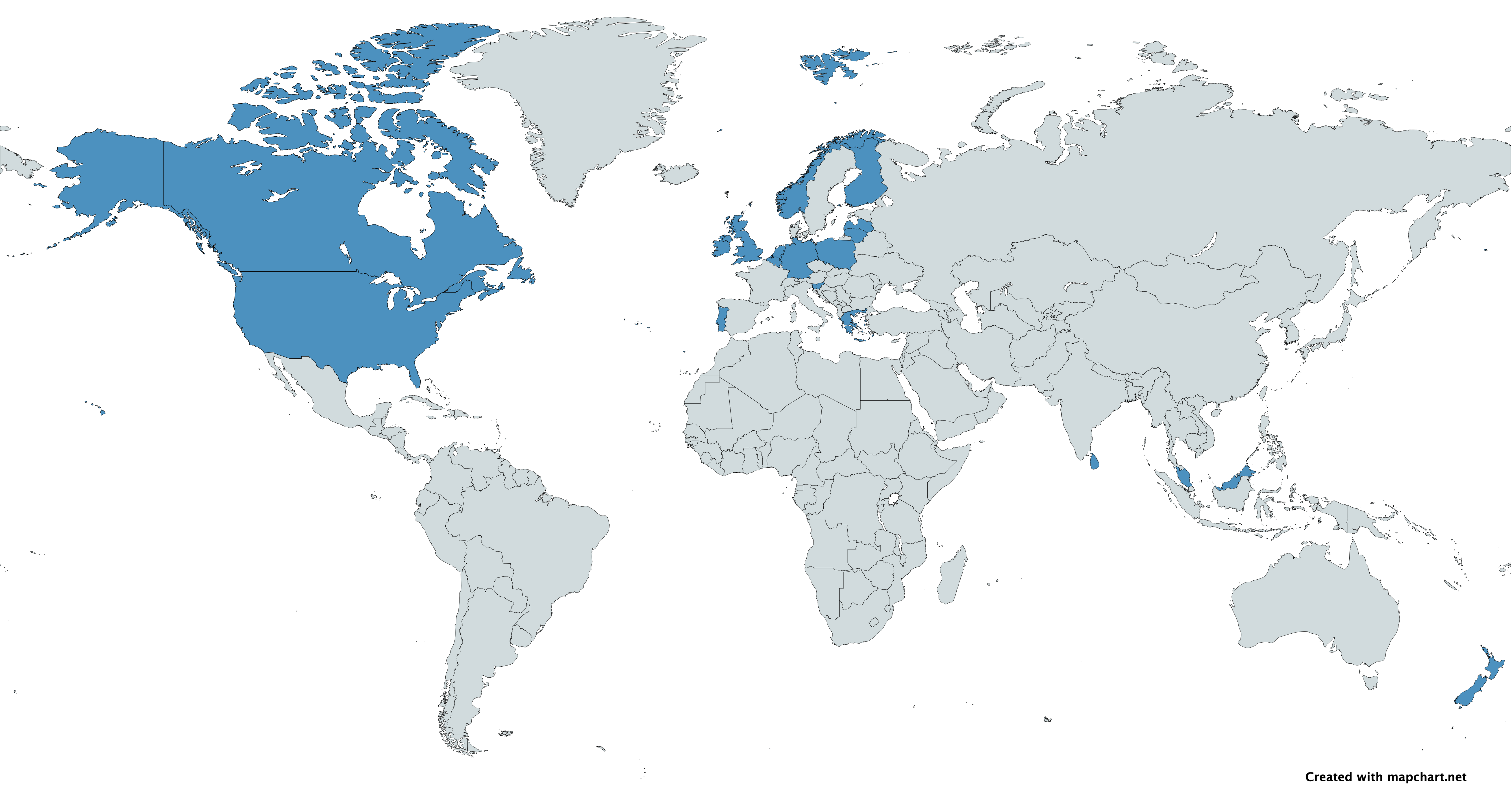
Mapa com operadores do Heckler & Koch GMG em azul

- Bélgica: Montado nos Jankel FOX Rapid Reaction Vehicle do exército[3]
- Canadá: 304 encomendados.[4] Designado como C16 Close Area Suppression Weapon (CASW) e produzido sob licença pela Rheinmetall Defense Canada.[5]
- Finlândia[6] Conhecido localmente como 40 KRKK 2005
- Alemanha[7]
- Grécia[7]
- Irlanda: Exército Irlandês[8]
- Letônia[7][9]
- Lituânia: Forças Armadas da Lituânia.[10]
- Malásia: Usado pela Pasukan Khas Laut (PASKAL) da Marinha Real da Malásia.[11]
- Países Baixos[12][13]
- Nova Zelândia[14]
- Noruega[15]
- Polônia: Wojska Specjalne.
- Portugal: Usado pelo Exército Português, Corpo de Fuzileiros e Guarda Nacional Republicana.[7][16]
- Eslovênia[17]
- Sri Lanka: Usado pelo Corpo Blindado do Sri Lanka em seus carros de combate principais e usado pela Marinha do Sri Lanka em suas embarcações de ataque rápido.
- Ucrânia: 30 doados pela Alemanha em resposta à invasão russa da Ucrânia[18]
- Reino Unido: 44 adquiridos em 2006 para uso no Afeganistão e no Iraque.[19] Designado como L134A1.
- Estados Unidos: Usado pelo USSOCOM.[19]

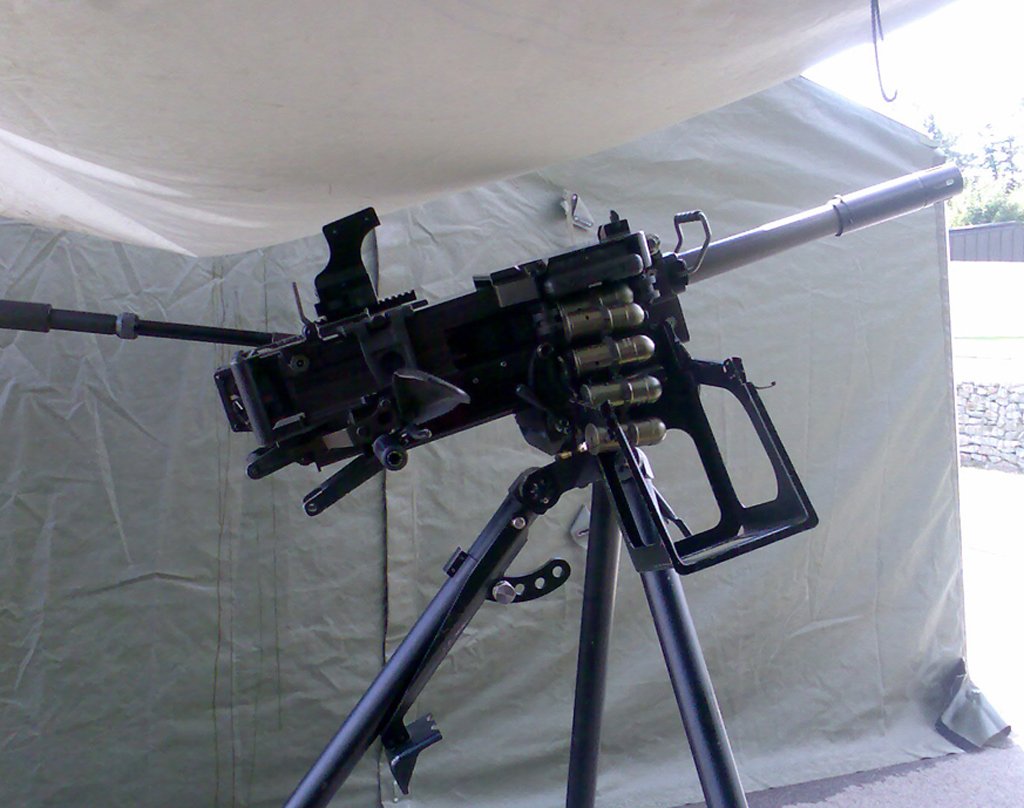
Outro GMW/GMG do Exército Alemão.
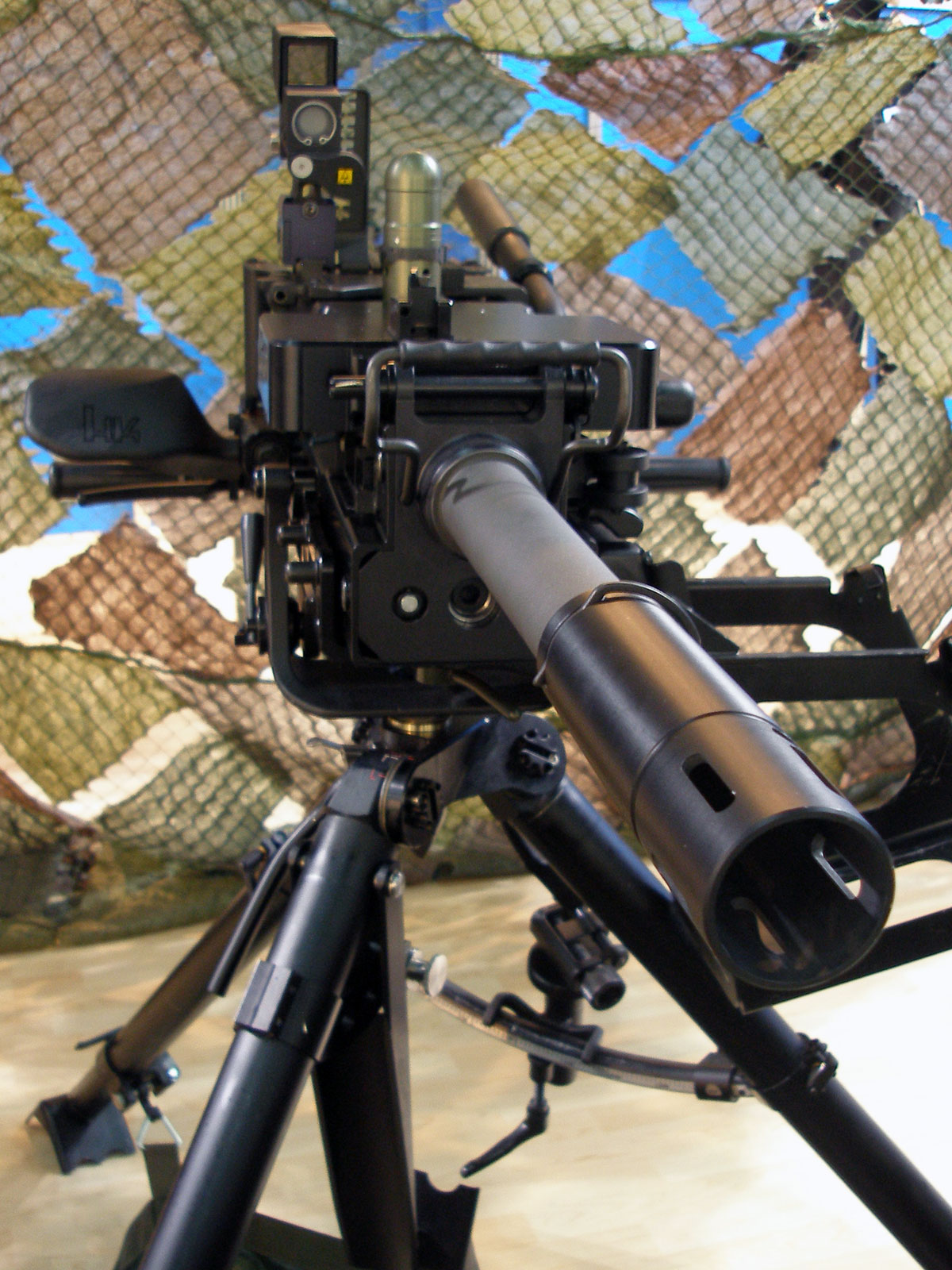
HK GMG em exibição.
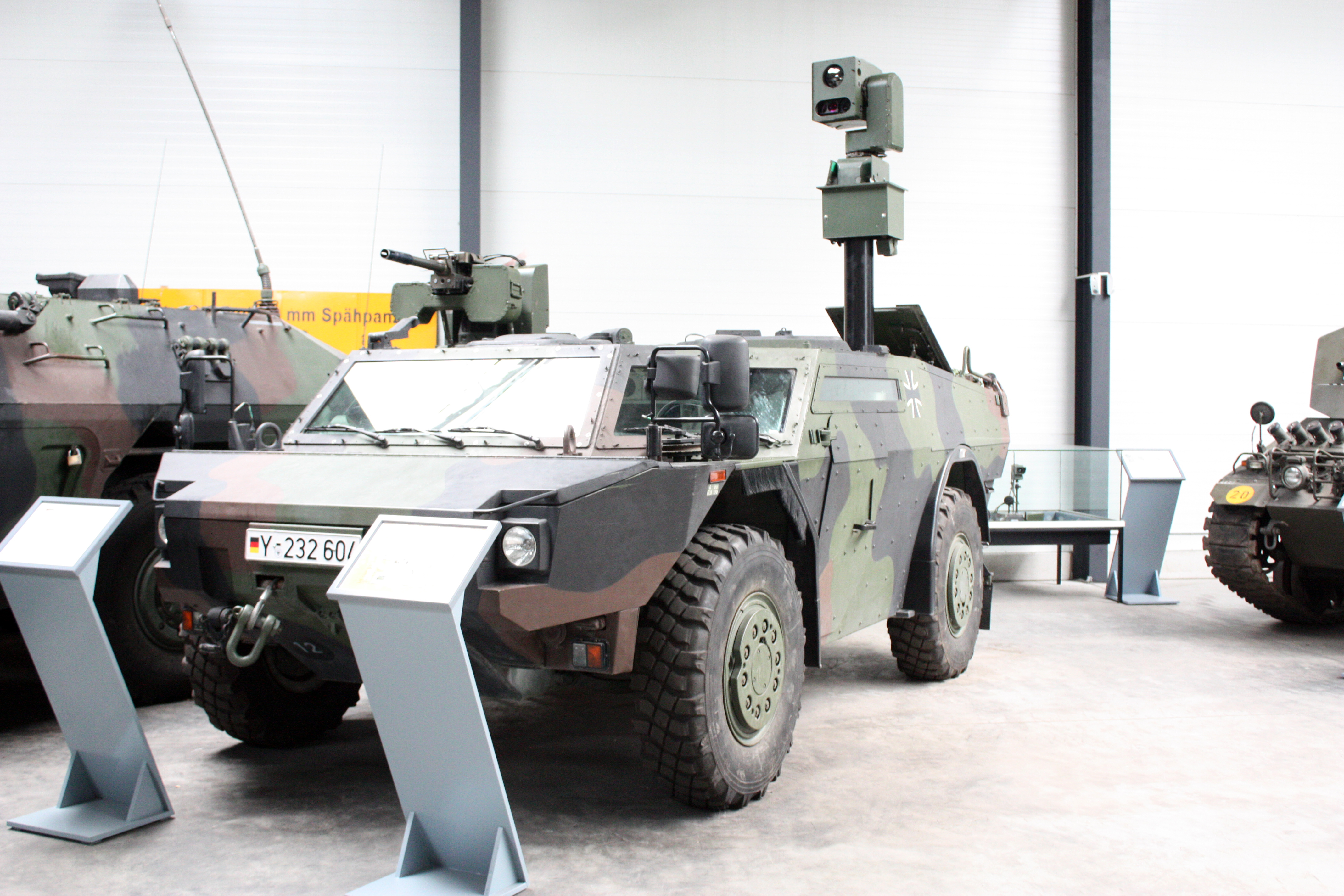
GMG no veículo de veículo de reconhecimento armado alemão Fennek
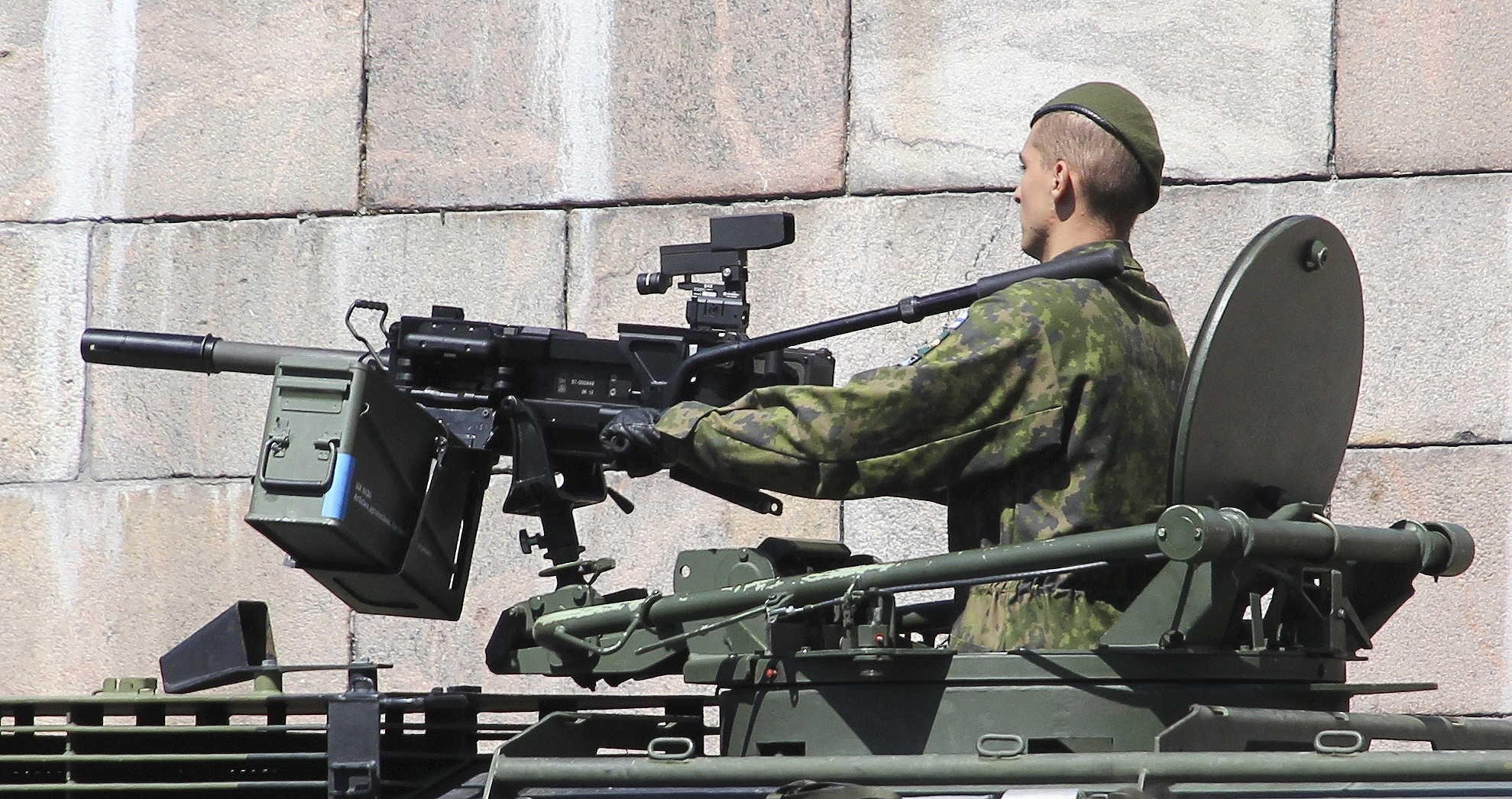
GMG tripulado em serviço finlandês.
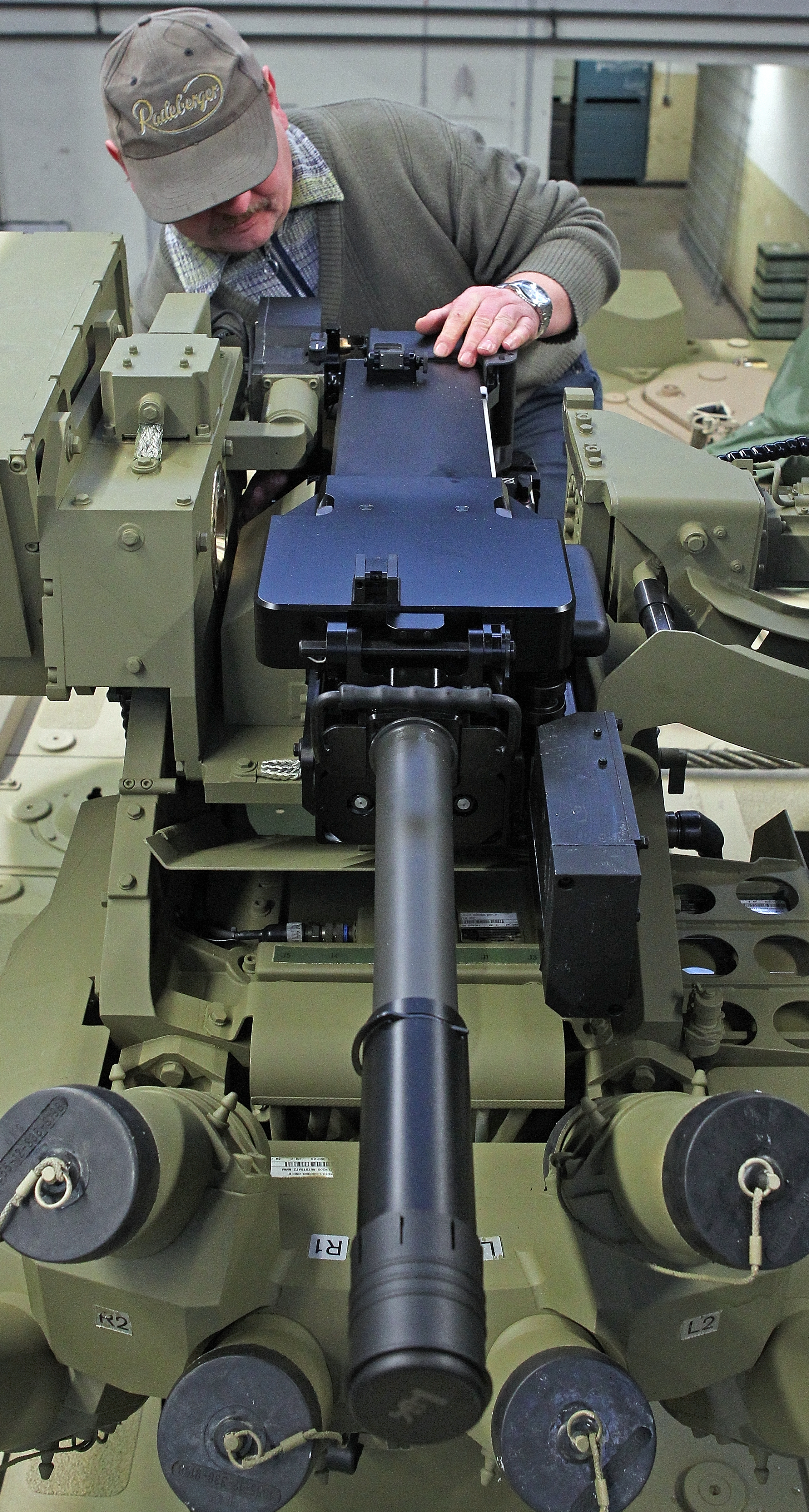
GMG operado remotamente a bordo de um GTK Boxer
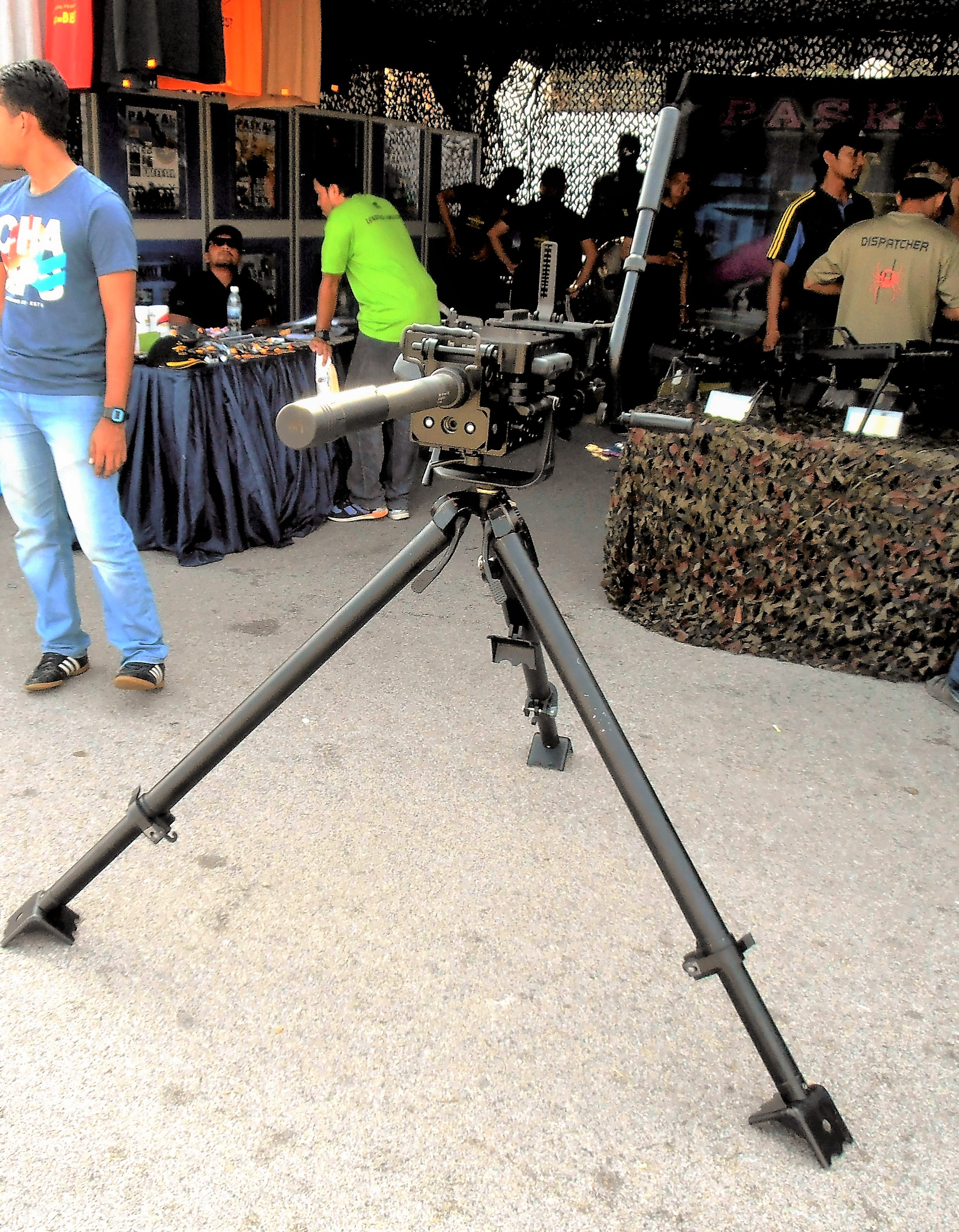
GMW/GMG da Marinha Real da Malásia em exibição.